# 長崎信行
長﨑 信行（ながさき のぶゆき、1945年〈昭和20年〉6月25日 - ）は、日本の政治家、岡山県備前市長（1期）。

## 来歴
岡山県和気郡片上町（現在の備前市）に生まれる。備前町立片上小学校、岡山市立丸之内中学校、岡山県立岡山操山高等学校を経て、東京電機大学精密機械工学科を卒業する。卒業後は長﨑鉄工所に入社し、のち、1970年に同社代表取締役、2024年に会長となる。このほか備前商工会議所会頭、一般社団法人備前観光協会会長、備前交通安全協会会長などを務めた。
2025年1月、同年4月に任期満了を迎える備前市長選挙に無所属で立候補することを表明。
2025年4月20日投票の備前市長選挙に無所属で立候補し、3回目の当選を目指した現職の吉村武司に3倍以上の得票差で破り、初当選を果たした。

## 表彰
- 旭日小綬章

- 日本商工会議所会頭感謝状

- 一般財団法人全日本交通安全協会会長表彰（交通安全功労）

- 全国法人会連合会会長表彰

- 岡山県知事表彰（工業技術開発功労）

- 広島国税局表彰（納税功績）